# ای. جی. مک‌کی
ای. جی. مک‌کی (انگلیسی: A. J. McKee؛ زادهٔ ۷ آوریل ۱۹۹۵) ورزشکار هنرهای رزمی ترکیبی اهل ایالات متحده آمریکا است. وی از سال ۲۰۱۵ میلادی تاکنون مشغول فعالیت بوده‌است.